# Rocker a pácban
A Rocker a pácban (eredeti cím: Gun Shy) 2017-ben bemutatott brit akció-filmvígjáték, melyet Simon West rendezett Antonio Banderas főszereplésével.
2017. szeptember 8-án mutatták be.

## Cselekmény
Az idősödő rocksztár, Turk Enry szupermodell feleségét elrabolják, miközben Chilében nyaralnak. A férfi egyedül vállalja neje megmentését.

## Szereplők
| Szerep          | Színész            | Magyar hang           |
| --------------- | ------------------ | --------------------- |
| Turk Enry       | Antonio Banderas   | Kőszegi Ákos          |
| Sheila          | Olga Kurylenko     | Pikali Gerda          |
| Juan Carlos     | Ben Cura           | Fehér Tibor           |
| Ben Harding     | Mark Valley        | Schnell Ádám          |
| Clive Muggleton | Martin Dingle Wall | Schmied Zoltán        |
| Marybeth        | Aisling Loftus     | Szilágyi Csenge       |
| John Hardigger  | David Mitchell     | Gubányi György István |
| Charlie         | Jeremy Swift       | Törköly Levente       |

## Gyártás
A filmet Salty (a regény neve, amelyből készítették) munkacím alatt készítették, de a címet később Gun Shy-re nevezték át. A film 1,9 millió fontot gyűjtött a SyndicateRoom-on.